# The Faery Tale Adventure
The Faery Tale Adventure ist ein Computerspiel von Micro Illusions für den Amiga Heimcomputer. Erschienen im Jahr 1987 gilt es bei vielen Amiga-Spielern als eines der besten Einsteiger-Rollenspiele. Später wurde es auch für andere Plattformen wie den Atari ST (1988), C64/C128 (1988), DOS (1989) und Sega Mega Drive (1991) veröffentlicht. Im Jahr 1998 erschien ein zweiter Teil für den PC, der eher ein Remake, als eine Fortsetzung war.

## Handlung und Spielprinzip
Der Spieler schlüpft in die Rolle eines von drei Brüdern namens Julian, Phillip und Kevin, die mit der Aufgabe betraut wurden, einen magischen Talisman zu finden. Während der Suche wird einer Vielzahl von Charakteren (NPC) mit den unterschiedlichsten Quests begegnet. Bei der Erledigung dieser Aufgaben müssen viele Orte aufgesucht und eine große Anzahl von Gegnern bezwungen werden. Später im Spielverlauf besteht jeweils die Möglichkeit, auf dem Rücken einer Schildkröte die Meere und eines Schwanes die Berge zu überqueren, um in bisher unerreichbare Regionen vorzudringen. Der Spieler ist in der Lage, mit entsprechenden Artefakten zahlreiche Zaubersprüche anzuwenden. Auf diese Weise kann er Licht machen, sich selbst heilen und quer durch das Land teleportieren.
Das Ziel des Spiels ist die Wiedererlangung eines Talismans, der von einem Nekromanten geraubt wurde und dessen Verlust das Land von Holm ins Unglück stürzt. Neben der Wiederbeschaffung des Talismans muss der Spieler verschiedene andere Aufgaben erfüllen, die alle aber zum Ausgang des Abenteuers beitragen, wie die Rettung der königlichen Prinzessin aus einem nur aus der Luft zugänglichen Turm oder die Übergabe der Gebeine eines alten Königs an den Tod selbst.
Einfache Kampfsequenzen und das Fehlen von detaillierten Statistiken machen dieses Spiel gut geeignet für Genre-Einsteiger. Aber auch für Profis ist die nahezu 17.000 Bildschirme umfassende Spielwelt – mit Geländearten wie Wüsten, Eisregionen, unterirdischen Höhlen und Hexenwäldern – durchaus reizvoll.

## Geschichte
Wie die meisten MicroIllusion-Spiele erschien dieses Spiel zunächst für den Amiga und wurde dann auf andere Systeme übertragen. Es wurde für den Commodore 64 und DOS veröffentlicht, wobei die Grafik, auf Grund der Hardware-Beschränkungen, eine deutlich niedrigere Qualität besaß. Im Jahr 1988 wurde ein Port für den Macintosh-Computer entwickelt. Die 256-Farben-Grafik war dort bereits recht fortschrittlich und deutlich besser als in der originalen Amiga-Version des Spiels. Der Macintosh II war jedoch damals zu teuer um zu einer erfolgreichen Spieleplattform aufzusteigen. Der Port wurde nie veröffentlicht, aber eine funktionierende Beta-Version wurde fertiggestellt, bevor die Entwicklung eingestellt wurde. Schließlich erwarb New World Computing MicroIllusions und übertrug das Spiel auf den Sega Mega Drive. Diese Version wurde von Electronic Arts veröffentlicht.